# Farewell to the Master

Farewell to the Master (« Adieu au Maître ») est une nouvelle de science-fiction de Harry Bates, publiée la première fois en octobre 1940 dans la revue américaine Astounding Science Fiction. Elle a fourni le canevas à partir duquel Edmund H. North a écrit le scénario du film Le Jour où la Terre s'arrêta (1951) de Robert Wise.

## Résumé
Cliff Sutherland, journaliste-photographe indépendant, a assisté à un prodigieux événement, l'apparition devant le Capitole de Washington d'un vaisseau ovoïde venu on ne sait d'où. Deux êtres en sont sortis, un humain d'allure divine et un robot anthropomorphe géant fait d'un métal verdâtre. Le premier déclare : « Je m'appelle Klaatu, et voici Gnut ». Mais un déséquilibré tire sur Klaatu et le tue.
Klaatu est inhumé dans un mausolée à proximité. Gnut reste figé. Autour du vaisseau, savants et techniciens tentent d'en percer les mystères, en vain.
Fasciné par cette affaire, Cliff ne cesse d'observer la scène. Il note que la nuit, lorsqu'il ne se sent pas observé, le robot Gnut a l'habitude de retourner dans le vaisseau. Mais sûrement a-t-il remarqué aussi être épié par Cliff. Une intimité tacite s'installe entre le photographe et le robot.
Gnut emmène Cliff au mausolée de Klaatu et y récupère un enregistrement audio de sa voix qui y avait été déposé. Il retourne à son vaisseau, suivi de Cliff. Là, il synthétise une copie de Klaatu à partir de sa voix. Mais l'enregistrement étant défectueux, le nouveau Klaatu n'est pas viable et ne parle que quelques minutes avant de mourir.
Gnut s'apprête à retourner dans son monde. Cliff supplie le robot de dire à son maître que la mort de Klaatu n'était qu'un malheureux accident, à quoi Gnut répond : « Vous avez mal compris. Je suis le maître. »

## Différences avecLe Jour où la Terre s'arrêta
- Alors que Le Jour où la Terre s'arrêta est profondément ancré dans l'actualité internationale de son époque, Farewell to the Master se situe dans un futur indéfini : la télévision y est le média dominant (elle n'était encore qu'expérimentale aux États-Unis lors de la parution de la nouvelle), le fanatique qui tue Klaatu utilise une sorte de rayon de la mort, etc.
- Dans le film, la relation entre la civilisation extra-terrestre et l'humanité passe par Klaatu et une femme qui n'est pas insensible à son charme. Dans la nouvelle, Klaatu étant tué dès le début, c'est le robot qui s'impose comme interlocuteur, ce qui prépare la chute du récit.
- Certaines thématiques centrales du film ne sont dans la nouvelle de Bates qu'à l'état d'ébauches de développements possibles. Le robot est indestructible, omnipotent (il peut rendre à la vie les morts, fût-ce provisoirement, et dupliquer les vivants), mais, dépourvu d'affects, il n'est jamais menaçant. Il n'a pas de message à transmettre, on ne sait guère ce qu'il est venu faire à Washington. Ce sont les Terriens qui craignent d'éventuelles représailles après le meurtre de Klaatu : des honneurs funèbres solennels lui sont rendus en présence de tous les chefs d'État du globe, afin de bien marquer combien la Terre est désolée de ce qui est arrivé. Cliff insiste à nouveau sur ce point à la fin du récit.